# Микрофонная решётка
Микрофо́нная решётка (микрофонный массив) — один из видов направленных микрофонов, реализованный как множество приёмников звука, обрабатываемый сигнал от которых согласован (синфазный или с определёнными фазовыми задержками).
Геометрически решётки могут быть реализованы в разных конфигурациях — одномерные (линейные, дугообразные), двумерные (плоские, сферические), трёхмерные, спиралевидные, с равномерным или неэквидистантным шагом. Диаграмма направленности решётки создаётся при помощи изменения соотношения фазовых задержек для разных каналов (в простейшем случае — синфазная решётка с фиксированным положением главного лепестка, в более сложных и дорогих реализациях — возможно изменение направления главного лепестка направленности — сканирующая система). Реализация фазовых задержек сигналов от отдельных приёмников звука может быть аппаратной (например, с помощью аналоговых линий задержки) или программной (цифровой).

## Применения
- системы, уменьшающие шум при записи голоса (применяется в телефонах, системах распознавания речи, в слуховых аппаратах);
- создание (запись) объёмного звука;
- определение местоположения объектов по звуку, например, в военных целях — для определения точки нахождения снайпера или артиллерийской установки, производящих выстрел;
- определение местоположения и маршрута самолётов;
- высококачественная запись звука (Hi-Fi);
- дистанционный сбор речевой информации[1].

Экспериментальные микрофонные массивы могут достигать больших размеров, так, в Массачусетском технологическом институте исследовался массив из 1020 микрофонов. В одном из экспериментов эта решётка позволила выделить речь любого из 5 человек, которые одновременно зачитывали разные тексты.
Операционные системы семейства Windows начиная с Vista имеют поддержку встроенных и создаваемых пользователем микрофонных решёток.